# Viadutos
Viadutos là một đô thị thuộc bang Rio Grande do Sul, Brasil. Đô thị này có diện tích 268,473 km², dân số năm 2007 là 5663 người, mật độ 21,09 người/km².